# París-Niça 1998
La París-Niça 1998 fou la 56a edició de la París-Niça. És un cursa ciclista que es va disputar entre el 8 i el 15 de març de 1998. La cursa fou guanyada pel belga Franck Vandenbroucke de l'equip Mapei-Bricobi per davant dels corredors de l'ONCE Laurent Jalabert i Marcelino García. Tom Steels s'emportà la classificació de la regularitat i el conjunt ONCE la d'equips.

## Participants
En aquesta edició de la París-Niça hi preneren part 143 corredors dividits en 18 equips: ONCE, Festina-Lotus, Mapei-Bricobi, Gan, Team Deutsche Telekom, La Française des Jeux, Banesto, Saeco Macchine per Caffé, US Postal Service, Casino-AG2R, Rabobank, Team Polti, Cofidis, Lotto-Mobistar, Kelme-Costa Blanca, Riso Scotti-MG Maglificio, BigMat-Auber'93 i Mutuelle de Seine-et-Marne. La prova l'acabaren 121 corredors.

## Resultats de les etapes
| Etapes   | Data       | Recorregut                  | Km       | Vencedor d'etapa    | Líder de la general |
| -------- | ---------- | --------------------------- | -------- | ------------------- | ------------------- |
| 1a etapa | 8 de març  | Suresnes-París (CRI)        | 10.2 km  | Frank Vandenbroucke | Frank Vandenbroucke |
| 2a etapa | 9 de març  | Montereau-Sens              | 170.2 km | David Etxebarria    | Frank Vandenbroucke |
| 3a etapa | 10 de març | Sens-Nevers                 | 195.8 km | Tom Steels          | Frank Vandenbroucke |
| 4a etapa | 11 de març | Nevers-Vichèi               | 194.5 km | Tom Steels          | Frank Vandenbroucke |
| 5a etapa | 12 de març | Cusset-Col de la République | 113 km   | Frank Vandenbroucke | Frank Vandenbroucke |
| 6a etapa | 13 de març | Montélimar-Sisteron         | 189 km   | Andrei Txmil        | Frank Vandenbroucke |
| 7a etapa | 14 de març | Sisteron-Canes              | 223 km   | Andrei Txmil        | Frank Vandenbroucke |
| 8a etapa | 15 de març | Niça-Niça                   | 161.4 km | Christophe Capelle  | Frank Vandenbroucke |

## Etapes

### 1a etapa
8-03-1998. Suresnes-París, 10.2 km. (CRI)
|   | Ciclista            | Equip         | Temps   |
| - | ------------------- | ------------- | ------- |
| 1 | Frank Vandenbroucke | Mapei-Bricobi | 12' 31" |
| 2 | Laurent Jalabert    | ONCE          | + 7"    |
| 3 | Bruno Boscardin     | Festina-Lotus | + 19"   |

### 2a etapa
9-03-1998. Montereau-Sens 170.2 km.
|   | Ciclista            | Equip         | Temps      |
| - | ------------------- | ------------- | ---------- |
| 1 | David Etxebarria    | ONCE          | 4h 25' 24" |
| 2 | Lauri Aus           | Casino-AG2R   | + 2"       |
| 3 | Frank Vandenbroucke | Mapei-Bricobi | + 5"       |

### 3a etapa
10-03-1998. Sens-Nevers 195.8 km.
|   | Ciclista            | Equip                    | Temps      |
| - | ------------------- | ------------------------ | ---------- |
| 1 | Tom Steels          | Mapei-Bricobi            | 5h 27' 15" |
| 2 | Frédéric Moncassin  | Gan                      | m. t.      |
| 3 | Gian-Matteo Fagnini | Saeco Macchine per Caffé | m. t.      |

### 4a etapa
11-03-1998. Nevers-Vichèi, 194.5 km.
|   | Ciclista       | Equip          | Temps      |
| - | -------------- | -------------- | ---------- |
| 1 | Tom Steels     | Mapei-Bricobi  | 5h 08' 43" |
| 2 | Andrei Txmil   | Lotto-Mobistar | m. t.      |
| 3 | Stuart O'Grady | Gan            | m. t."     |

### 5a etapa
12-03-1998. Cusset-Col de la République, 113 km.
Sortida real a Saint-Just-en-Chevalet (a 44 km. de Cusset) per culpa de la neu i el glaç a les carreteres. Els corredors hi arribaren en cotxe.
|   | Ciclista            | Equip         | Temps      |
| - | ------------------- | ------------- | ---------- |
| 1 | Frank Vandenbroucke | Mapei-Bricobi | 2h 42' 08" |
| 2 | Marcelino García    | ONCE          | + 2"       |
| 3 | Alex Zülle          | Festina-Lotus | + 22"      |

### 6a etapa
13-03-1998. Montélimar-Sisteron, 189 km.
|   | Ciclista          | Equip          | Temps      |
| - | ----------------- | -------------- | ---------- |
| 1 | Andrei Txmil      | Lotto-Mobistar | 4h 29' 45" |
| 2 | Francisco Mancebo | Banesto        | m. t.      |
| 3 | José Luis Arrieta | Banesto        | m. t.      |

### 7a etapa
14-03-1998. Sisteron-Canes, 223 km.
|   | Ciclista         | Equip          | Temps      |
| - | ---------------- | -------------- | ---------- |
| 1 | Andrei Txmil     | Lotto-Mobistar | 5h 24' 02" |
| 2 | Stéphane Barthe  | Casino-AG2R    | m. t.      |
| 3 | Laurent Jalabert | ONCE           | m. t.      |

### 8a etapa
15-03-1998. Niça-Niça, 161.4 km.
Arribada situada al Passeig dels Anglesos.
|   | Ciclista           | Equip           | Temps      |
| - | ------------------ | --------------- | ---------- |
| 1 | Christophe Capelle | Cofidis         | 3h 55' 30" |
| 2 | Tom Steels         | Mapei-Bricobi   | m. t.      |
| 3 | Jay Sweet          | BigMat-Auber'93 | m. t.      |

## Classificacions finals
|    | Ciclista            | Equip              | Temps       |
| -- | ------------------- | ------------------ | ----------- |
| 1  | Frank Vandenbroucke | Mapei-Bricobi      | 31h 45' 03" |
| 2  | Laurent Jalabert    | ONCE               | + 40"       |
| 3  | Marcelino García    | ONCE               | + 48"       |
| 4  | Alex Zülle          | Festina-Lotus      | + 59"       |
| 5  | Rodolfo Massi       | Casino-AG2R        | + 1' 11"    |
| 6  | Christophe Moreau   | Festina-Lotus      | + 1' 14"    |
| 7  | Mikel Zarrabeitia   | ONCE               | + 1' 25"    |
| 8  | Laurent Dufaux      | Festina-Lotus      | + 1' 29"    |
| 9  | Peter Luttenberger  | Rabobank           | m. t.       |
| 10 | Roberto Heras       | Kelme-Costa Blanca | + 1' 45"    |

## Evolució de les classificacions
| Etapa (Vencedor)               | Classificació general |
| ------------------------------ | --------------------- |
| 0Etapa 1 (Frank Vandenbroucke) | Frank Vandenbroucke   |
| 0Etapa 2 (David Etxebarria)    | Frank Vandenbroucke   |
| 0Etapa 3 (Tom Steels)          | Frank Vandenbroucke   |
| 0Etapa 4 (Tom Steels)          | Frank Vandenbroucke   |
| 0Etapa 5 (Frank Vandenbroucke) | Frank Vandenbroucke   |
| 0Etapa 6 (Andrei Txmil)        | Frank Vandenbroucke   |
| 0Etapa 7 (Andrei Txmil)        | Frank Vandenbroucke   |
| 0Etapa 8 (Christophe Capelle)  | Frank Vandenbroucke   |